# Frans Hyacinth av Savojen
Frans Hyacinth av Savojen, född 1632, död 1638, var regerande hertig av Savojen från 1637 till 1638.